# Krobonosz
Krobonosz (dawn. Krobonosza) – wieś w Polsce położona w województwie lubelskim, w powiecie chełmskim, w gminie Sawin.
| SIMC    | Nazwa   | Rodzaj    |
| ------- | ------- | --------- |
| 0106916 | Zadębie | część wsi |

W latach 1975–1998 miejscowość administracyjnie należała do województwa chełmskiego. 
Administracyjnie wieś jest sołectwem. Według Narodowego Spisu Powszechnego (III 2011 r.) liczyła 193 mieszkańców i była ósmą co do wielkości miejscowością gminy Sawin.
Wierni Kościoła rzymskokatolickiego należą do parafii Najświętszej Maryi Panny Królowej Polski w Stawie Lubelskim.

## Historia
Krobonosza (obecnie Krobonosz) w wieku XIX opisano jako wieś i folwark w powiecie chełmskim, gminie Staw, parafii Czułczyce. Wieś oddalona o 12 wiorst od Chełma. W 1827 r. było tu 20 domów i 107 mieszkańców. Folwark należał do dóbr Święcica. Według Towarzystwa Kredytowego Ziemskiego folwark Krobonosz posiadał rozległość 941 mórg. Wieś  Krobonosz osad 36, z gruntem mórg 277.
26 maja 1942 oddziały Wehrmachtu i SS dokonały pacyfikacji wsi. Zamordowano 15 osób i spalono zabudowania. 